# Dilan Zúñiga
Dilan Patricio Zúñiga Espinoza (Santiago, Chile, 26 de julio de 1996) es un futbolista profesional chileno que se desempeña como lateral izquierdo y actualmente milita en Palestino de la Primera División de Chile.

## Trayectoria

### Colo-Colo
Debutó profesionalmente por el equipo albo el 25 de julio de 2013 en la Copa Chile 2013/14 contra Santiago Morning en la victoria por 1-0 del Cacique. Su debut en torneo nacionale fue el 12 de enero de 2014 contra Everton en el Estadio Sausalito por la Fecha 2 del Clausura 2014 ingresando al minuto 71 por Luis Pavez. Se coronó campeón del Clausura 2014 formando parte del primer equipo y jugando 1 partido.
Vuelve a jugar un partido oficial después de un año, el 22 de febrero de 2015 en el empate 1-1 ante Palestino ingresando al 88 por "Pajarito" Valdés, por la fecha 8 del Clausura 2015. El 26 de abril jugó su tercer partido por Colo Colo ingresando al minuto 80 por Valdés en la goleada por 4-0 sobre Cobreloa en Calama por la penúltima fecha del Clausura. El 2 de mayo por la última fecha del Clausura 2015 Dilan ingreso al minuto 70 por Bryan Carvallo en la victoria por 3-1 sobre Santiago Wanderers. 
El 13 de marzo de 2016 Zúñiga juega su primer partido como titular por Colo-Colo, en la derrota por 1-0 frente a San Marcos de Arica jugando los 90 minutos por la 9°Fecha del Clausura 2016

### Everton (2016)
Debido a las escasas oportunidades en el cuadro albo parte a préstamo a Everton a mediados de 2016. En julio de 2017 Everton compra su pase a Colo Colo y se convierte en el nuevo dueño del pase del jugador.

## Selección nacional

### Selecciones menores
En marzo de 2013, fue convocado por Mariano Puyol para disputar el Sudamericano Sub-17 de Argentina, durante el mes de abril de ese año. En dicho certamen, jugó los cuatro compromisos disputados por Chile, todos como titular, siendo su selección eliminada en primera ronda, tras completar tres empates y una derrota.
El día 29 de julio de 2017, fue incluido en la nómina de 20 jugadores de proyección, categoría sub-21, que militan en el medio local, dada a conocer por la ANFP de cara a un encuentro amistoso a disputarse el 1 de septiembre del mismo año contra la selección francesa sub-21 en el Estadio Parque de los Príncipes de París. El equipo será dirigido por el entrenador de la selección chilena sub-20, Héctor Robles, en coordinación con el personal de la selección absoluta, en un trabajo de preparación que contará con la observación del cuerpo técnico que encabeza Juan Antonio Pizzi y que tiene por objeto visualizar deportistas que puedan ser considerados para incorporarse paulatinamente a la selección adulta.

#### Participaciones en Sudamericanos
| Torneo                      | Sede      | Resultado    | Partidos | Goles |
| --------------------------- | --------- | ------------ | -------- | ----- |
| Sudamericano Sub-17 de 2013 | Argentina | Primera fase | 4        | 0     |

## Estadísticas
| Club                   | Div.             | Temporada        | Liga  | Liga  | Copas nacionales | Copas nacionales | Torneos internacionales | Torneos internacionales | Total | Total |
| Club                   | Div.             | Temporada        | Part. | Goles | Part.            | Goles            | Part.                   | Goles                   | Part. | Goles |
| ---------------------- | ---------------- | ---------------- | ----- | ----- | ---------------- | ---------------- | ----------------------- | ----------------------- | ----- | ----- |
| Colo-Colo 'B' · Chile  | 3.ª              | 2012             | 2     | 0     | —                | —                | —                       | —                       | 2     | 0     |
| Colo-Colo 'B' · Chile  | 3.ª              | 2013             | 1     | 0     | —                | —                | —                       | —                       | 1     | 0     |
| Colo-Colo 'B' · Chile  | 3.ª              | 2013-14          | 8     | 0     | —                | —                | —                       | —                       | 8     | 0     |
| Colo-Colo 'B' · Chile  | Total club       | Total club       | 11    | 0     | 0                | 0                | 0                       | 0                       | 11    | 0     |
| Colo-Colo · Chile      | 1.ª              | 2013-14          | 1     | 0     | 1                | 0                | —                       | —                       | 2     | 0     |
| Colo-Colo · Chile      | 1.ª              | 2014-15          | 3     | 0     | —                | —                | —                       | —                       | 3     | 0     |
| Colo-Colo · Chile      | 1.ª              | 2015-16          | 1     | 0     | —                | —                | —                       | —                       | 1     | 0     |
| Colo-Colo · Chile      | Total club       | Total club       | 5     | 0     | 1                | 0                | 0                       | 0                       | 6     | 0     |
| Everton · Chile        | 1.ª              | 2016-17          | 24    | 1     | 8                | 1                | 2                       | 0                       | 34    | 2     |
| Everton · Chile        | 1.ª              | 2017             | 15    | 0     | 1                | 0                | —                       | —                       | 16    | 0     |
| Everton · Chile        | 1.ª              | 2018             | 29    | 0     | —                | —                | 2                       | 0                       | 31    | 0     |
| León · México          | 1.ª              | 2019             | 3     | 0     | 4                | 0                | —                       | —                       | 7     | 0     |
| León · México          | Total club       | Total club       | 3     | 0     | 4                | 0                | 0                       | 0                       | 7     | 0     |
| Everton · Chile        | 1.ª              | 2019             | 10    | 0     | 2                | 0                | —                       | —                       | 12    | 0     |
| Everton · Chile        | 1.ª              | 2020             | 32    | 0     | —                | —                | —                       | —                       | 32    | 0     |
| Everton · Chile        | 1.ª              | 2021             | 24    | 1     | 7                | 0                | —                       | —                       | 31    | 1     |
| Everton · Chile        | Total club       | Total club       | 134   | 2     | 9                | 1                | 4                       | 0                       | 147   | 3     |
| Coquimbo Unido · Chile | 1.ª              | 2022             | 13    | 0     | 4                | 0                | —                       | —                       | 17    | 0     |
| Coquimbo Unido · Chile | Total club       | Total club       | 13    | 0     | 4                | 0                | 4                       | 0                       | 17    | 0     |
| Palestino · Chile      | 1.ª              | 2023             | 23    | 1     | 3                | 0                | 4                       | 0                       | 30    | 1     |
| Palestino · Chile      | 1.ª              | 2024             | 22    | 0     | 5                | 0                | 12                      | 0                       | 39    | 0     |
| Palestino · Chile      | 1.ª              | 2025             | 7     | 0     | 3                | 0                | 4                       | 0                       | 14    | 0     |
| Palestino · Chile      | Total club       | Total club       | 52    | 1     | 11               | 0                | 20                      | 0                       | 73    | 1     |
| Total en carrera       | Total en carrera | Total en carrera | 218   | 3     | 30               | 1                | 24                      | 0                       | 272   | 4     |
| 1. 2. 3.               |                  |                  |       |       |                  |                  |                         |                         |       |       |

## Palmarés

### Campeonatos nacionales
| Título           | Club      | País  | Año    |
| ---------------- | --------- | ----- | ------ |
| Primera División | Colo-Colo | Chile | 2014-C |